# پی.ای. توماس
پی. اِی. توماس (انگلیسی: P. A. Thomas؛ ‏ ۲۲ مارس ۱۹۲۲ – ۱۹ ژانویهٔ ۱۹۹۵) بازیگر، کارگردان فیلم و فیلم‌نامه‌نویس اهل هند بود. وی بین سال‌های ۱۹۵۰ تا ۱۹۹۵ میلادی فعالیت می‌کرد.
از فیلم‌هایی که وی در آن‌ها نقش داشته‌است، می‌توان به پستچی، عیسی و کایام‌کولام کوچونی اشاره نمود.